# 편지 (소설)
《편지(手紙 테가미[*])》는 히가시노 게이고가 2003년에 출판한 소설이다. 이 소설을 원작으로 2006년 동명의 영화 편지가 제작되었다.
범죄를 저지른 가해자 가족을 그린 작품이다.
소설은 마이니치 신문 일요일판에 연재됐는데 2003년 마이니치 신문사를 통해 단행본이 출판됐다. 제129회 나오키상에 후보로 올랐으며 영화화에 맞춰 2006년엔 분슌 문고를 통해 문고판으로도 출판됐다. 이 문고판은 한 달 만에 100만 부 이상이 팔려 동사 최고 속도로 밀리언 셀러를 달성했고, 2007년 1월까지 140만 부가 넘게 팔렸다.

## 줄거리
다케시마 츠요시는 고등학교 3학년인 남동생 나오키를 대학에 보내기 위해 부잣집 노인의 집에 침입해 돈을 훔친다. 하지만 노인에게 발견되고 충동적으로 살인을 저지른다. 그 때문에 나오키는 강도 살인자의 남동생이란 꼬리표가 따라다녀 취직을 해도 오래 지속돼지 못한다.
그런 교도소에 들어간 형과 주고받을 수 있는 의사소통 수단은 편지이다.

## 영화
2006년 제작된 일본의 드라마 영화이다.
히가시노 게이고의 『편지』라는 동명의 원작소설을 바탕으로 제작된 작품으로, 2006년 11월 3일에 개봉되었으며 12억 엔의 흥행 수입을 기록하였다. 대한민국에서는 2006년 제3회 메가박스 일본영화제에서 개막작으로 초청되어 공개되었다. 원작소설은 『편지』라는 이름으로 2006년 11월 27일 발행으로, 랜덤하우스코리아에서 권일영이 번역하여 출간하였다.

### 출연
- 야마다 타카유키 : 타케시마 나오키 역

형과 둘이서 살고있었다. 하지만 조금 행복해지려 할 때마다 형의 범죄 사실이 따라다니고 사랑하는 가족을 지키기 위해 형에게 이별 편지를 보낸다.
- 타마야마 테츠지 : 타케시마 츠요시 역

동생을 대학에 보내기 위한 돈 때문에 강도 살인 사건을 일으킨다. 남동생을 위해 교도소에서 계속 편지를 쓴다. 후반엔 남동생이 아닌 또 다른 사람에게도 편지를 보냈던 것이 밝혀진다.
- 사와지리 에리카 : 시라이시 유미코 역

나오키에게 일방적으로 접근하며 나중엔 정신적 지주가 된다. 그녀도 어떤 사정을 가지고 있다.
- 후키이시 카즈에 : 나카죠 아사미 역

나오의 애인. 범죄자 때문에 얼굴에 평생 지워지지 않는 상처가 생긴다.
- 오노우에 히로유키 : 테라오 유스케 역
- 카자마 모리오 : 나카죠 역
- 후키코시 미츠루 : 오가타 타다오 역
- 스기우라 나오키 : 히라노 역
- 다카다 도시에 : 오가타의 엄마 역
- 야마시타 테츠오
- 호타루 유키지로
- 와시오 마치코
- 다나카 요지
- 이시이 미츠코
- 마츠자와 카즈유키
- 코바야시 스스무
- 야마다 스미코
- 타카다 토시에

### 스태프
- 원작 : 히가시노 게이고 『편지』
- 감독 : 쇼노 지로
- 각본 : 시미즈 유카코, 아베 테루오
- 편집 : 가와시마 아키마사
- 기획 : 나가에 노부아키, 아즈타 슌지
- 프로듀서 : 호노키 하루미, 하시구치 카즈나리
- 라인 프로듀서 : 아라쓰 다케히토
- 감독보 : 가와하라 다카유키
- 조감독 : 다카하시 마사야
- 음악 : 사토 나오키, 시다 히로히데
- 음악 프로듀서 : 시다 히로히데
- 촬영 : 후지이시 오사무
- 조명 : 이소노 마사히코
- 녹음 : 기타무라 미네하루
- 미술 : 야마자키 히카루
- 기록 : 나가사카 유키코
- 제작담당 : 토오루 미와
- 어소시에이트 프로듀서 : 미즈카미 시게오, 가쿠타 유타카
- 스타일리스트 : 히라오 슌、이마무라 아야코
- 헤어·메이크업 디자인：이가와 세이코
- 선전 프로듀서 : 미카미 마사히코
- 어시스턴트 프로듀서 : 이쥬인 후미쓰구、사이키 게이코, 미하시 요코
- 음악 이그제큐티브 : 구마베 타로
- 오와라이 협력 : 오오타 프로덕션
- 만자이 감수 : 미즈노 무네노리
- 특별협력 : 일본우정공사
- 제작 프로덕션 : 아오이 프로모션
- 제작 : 2006 『편지』 제작위원회（가가·커뮤니케이션즈, 니카츠, 아오이 프로모션, 마이니치신문사, S·D·P, 렌트렉 재팬, 도큐 레크리에이션, 소니·뮤직 엔터테인먼트）

### 음악
- 주제가: 다카하시 히토미 〈코·모·레·비〉
- 삽입곡: 오다 가즈마사 〈코토바니 데키나이〉 등

## 텔레비전 드라마
《히가시노 게이고 편지》(일본어: 東野圭吾 手紙)는 TV 도쿄에서 방송된 일본의 텔레비전 드라마이다.

### 등장 인물
- 다케시마 츠요시 - 카메나시 카즈야